# 제습기

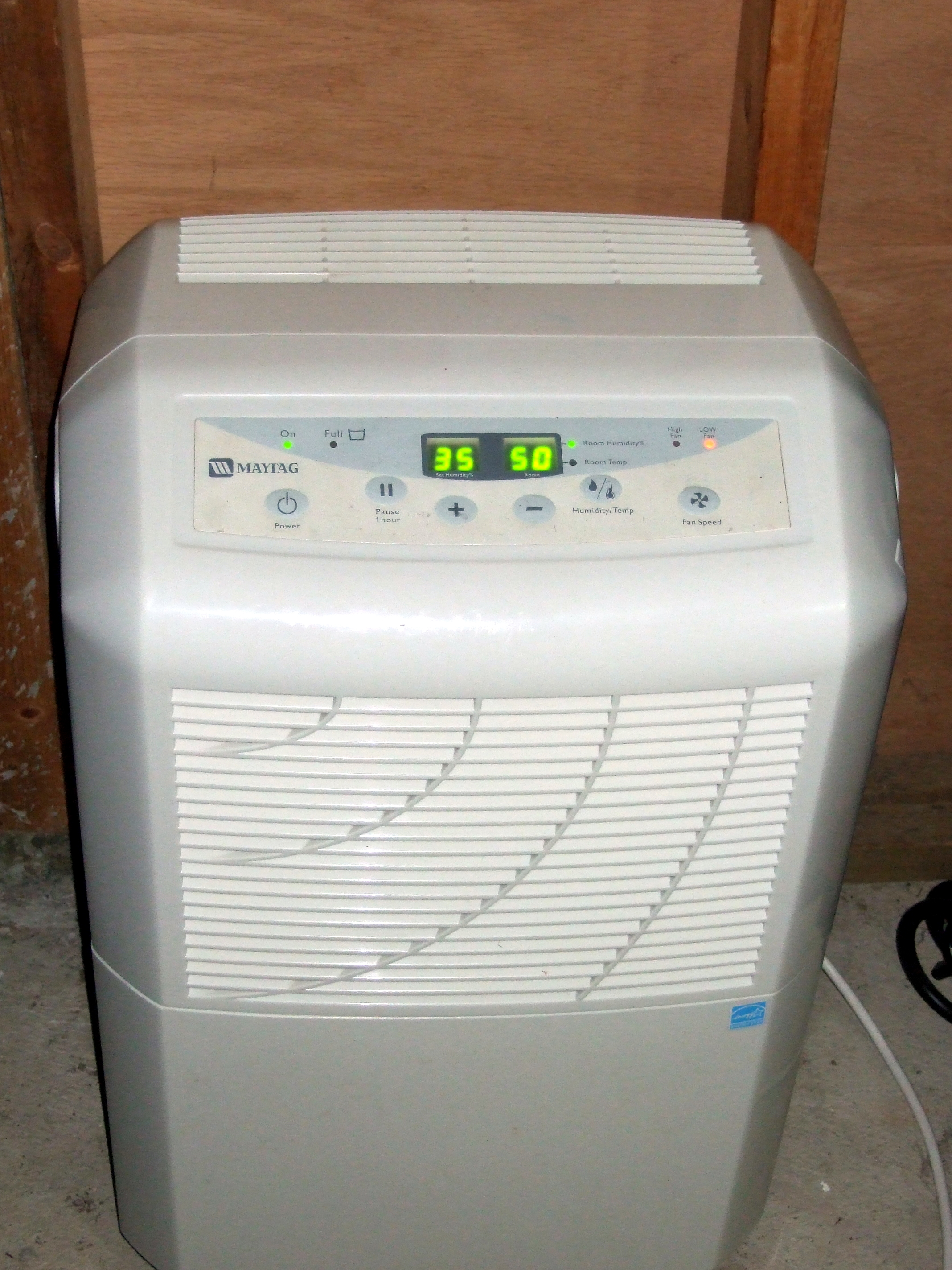
제습기

제습기(除濕機)는 실내온도를 냉각시켜 습도를 낮추기 위하여 사용되는 공기 조화 설비로서, 건강과 평안함을 목적으로, 또 대기로부터 수분을 제거함으로써 진드기 냄새를 제거하고 흰곰팡이의 성장을 억제하기 위해 사용된다. 대형 제습기는 실내 아이스링크장과 수영장과 같은 상업용 건물에 사용되며, 제조공장이나 저장 창고에도 사용된다. 일반적인 에어컨 시스템은 이슬점 이하에서 냉각 코일을 작동하고 응축된 물을 배출함으로써 제습과 냉각을 결합한다.

## 개요
제습기는 장치를 통해 전달되는 대기로부터 수분을 추출한다. 두 가지 종류의 제습기가 있다: 압축기식 제습기(condensate dehumidifier), 데시칸트식 제습기(desiccant dehumidifier, 제습제식 제습기)

## 역사
최초의 제습기는 1902년 인쇄소의 습기 제거를 위해 윌리스 캐리어가 발명하였다. 캐리어는 이 발견이 나중에 에어컨 분야의 추가 발견에 동기를 부여한 것으로 인용했다. 이러한 "활성" 제습기는 공기 중의 수분을 응축한다. 그러나 자연 환기를 증가시키는 것과 같은 "수동적" 습도 제어는 고대부터 사용되어 왔다.

## 흡수/제습
이 공정에서는 건조제라고 하는 특수 흡습 물질을 사용하여 공기에 노출시켜 조절한다. 그런 다음 습도에 포화된 물질은 다른 위치로 이동하여 일반적으로 가열하여 습기를 제거하기 위해 "재충전"된다. 건조제는 작동 주기 동안 벨트나 기타 운반 수단에 장착될 수 있다.
흡수 원리에 따라 작동하는 제습기 보관됨 2024-07-18 - 웨이백 머신는 저온에서 습도가 높은 경우에 특히 적합하다. 습도 수준을 35% 미만으로 유지하기 위해 산업계의 다양한 분야에서 자주 사용된다.
압축기 부품이 부족하기 때문에 건조제 제습기는 압축기 제습기보다 가볍고 조용한 경우가 많다. 건조제 제습기는 낮은 온도에서 수분 응축 효율이 감소하는 냉각 코일에 의존하지 않기 때문에 압축기 제습기보다 낮은 온도에서 작동할 수도 있다.
건조제 제습이 제한적으로 수용되는 이유는 초기 설치 비용, 운영상의 이점을 완전히 이해하지 못한 점, 기술 인식 부족, 신기술의 이점에 초점을 맞추지 않은 회사 우선순위 때문일 수 있다.

## 유지관리
응축수를 자동으로 처리하는 경우 대부분의 제습기는 유지 관리가 거의 필요하지 않다. 기기를 통과하는 공기 흐름의 양 때문에 쌓인 먼지를 제거하여 공기 흐름을 방해하지 않도록 해야 한다. 많은 디자인에는 제거 가능하고 세척 가능한 공기 필터가 있다. 응축수 수집 트레이 및 용기는 잔해물 축적을 제거하고 배수 통로가 막히는 것을 방지하기 위해 가끔 청소가 필요할 수 있다. 이로 인해 누수 및 넘침이 발생할 수 있다. 특정 미립자나 먼지가 다량 수집되는 경우 미생물 성장을 방지하기 위해 자주 수행해야 할 수도 있다.

## 시장 규모
2015년 추산에 따르면, 제습기의 연간 전 세계 총 시장 규모는 2022년까지 약 35억 달러에 달할 것으로 예상된다. 여기에는 가정용, 산업용 등 다양한 응용 분야와 환기 및 건조제 등 다양한 기술을 포괄하는 다양한 유형과 응용 분야가 포함된다.

## 같이 보기
- 습도
- 가습기
- 열전냉각